# Robert M. Hayes
Robert Mayo Hayes (3 de diciembre de 1926-12 de febrero de 2022) fue un informatólogo y economista estadounidense. Sus teorías en Información y Documentación se centran en la economía de la información.

## Biografía y obra científica
Nació en Nueva York (Estados Unidos) y se graduó en matemáticas en la Universidad de California en Los Ángeles, donde se doctora en 1952.
Empezó a trabajar como consultor de bibliotecas o de sistemas de información. Comenzó a trabajar junto a Joseph Becker, con el que formó a finales de los 60 la compañía Becker & Hayes, con la que trabajó en entornos documentales y desarrollo de software. Uno de sus méritos consistió en adiestrar al personal de la American Library Association (ALA) en el uso de programas de automatización de bibliotecas que presentaron en la Feria de Seattle en 1964 para mostrar al público como era la recuperación de información en línea.
Sin embargo, en 1974 abandonó el cargo para ocupar el puesto de decano de la Escuela de Biblioteconomía e Información de la UCLA, hasta 1989, para pasar a ser profesor emérito. Fue profesor visitante en numerosas facultades de información, tanto estadounidenses como del resto del mundo.
Fue presidente del American Institute of Documentation (1962-1963), y de la sucesora de esta, la American Society for Information Science and Technology (ASIST) (1967-1968).

## Obra académica
En 1966 participó en la asamblea de la FIAB (Federación Internacional de Asociaciones de Bibliotecarios y Bibliotecas, IFLA), donde introducirá en término Information Science o Ciencia de la Información y el uso inevitable de las tecnología de la información. Para Hayes, la compilación de información producida en los centros de documentación, llevará a lo que Hayes denomina Bancos de Datos, un concepto novedoso para la época.
Además, ha investigado la gestión de la información como una potencia económica e industrial para los países. Hayes describe tres sectores de la información:
- 1.- Industrias de tecnologías de la información, donde se incluyen productores de hardware, software, ordenadores y cualquier productor que sirva para adquirir, comunicar y procesar datos.
- 2.- Industrias de transacción de información, donde se incluyen todas aquellas que ofrecen servicios de telecomunicación, actividades relacionadas con la banca y las finanzas, servicios de valores, ventas al por mayor, etc; es decir, toda aquella industria que se basa en los procesos de transacciones de diferentes operaciones.
- 3.- Industrias del conocimiento, donde la información es lo importante, como puedan ser la educación, el I+D, las bibliotecas, archivos o centros de documentación.

También investigó en los principios filosóficos y de pensamiento en la ciencia de la Información.Consideraba que había una doble vertiente en los profesionales que trabajan e investigan en Información. Por un lado estarían los especialistas de la información (information specialist) que trabajarían en la Tecnología de la Información; y los científicos de la información (information scientist) que trabajarían en la Ciencia de la Información.

## Obras y premios
Recibió numerosos galardones, entre ellos cabe destacar el Premio ASIST al Mérito Académico otorgado en 1993 por la American Society of Information Science and Technology. También le fue otorgado el premio ASIST al mejor libro publicado en 1971 por Handbook of Data Processing for Libraries, junto a Joseph Becker y el Premio MacArthur en 1985.
Junto a Joseph Becker, publicó en 1962 Information Storage and Retrieval, obra fundamental en su tiempo sobre Recuperación de información.

## Referencia bibliográficas
- LÓPEZ YEPES, José (2003): Documentación. EN: Manual de Ciencias de la Documentación. Madrid : Pirámide.